# Saint-Paul-de-Fenouillet
Saint-Paul-de-Fenouillet (Occitaans: Sant Pau de Fenolhet) is een Franse plaats gelegen in het departement Pyrénées-Orientales in de regio Occitanie. De inwoners worden Saint-Paulais genoemd. Het is de hoofdplaats van de streek Fenouillèdes. Saint-Paul-de-Fenouillet telde op 1 januari 2022 1.740 inwoners.
Het hoort bij het arrondissement Perpignan en het kanton La Vallée de l'Agly.
Het ligt op de linkeroever van de rivier de Agly in de streek de Fenouillèdes.
Er bevindt zich een overblijfsel van een kasteel van de Katharen, Château Fenouillet. 

## Geografie
De oppervlakte van Saint-Paul-de-Fenouillet bedroeg op 1 januari 2022 43,9 vierkante kilometer; de bevolkingsdichtheid was toen 39,6 inwoners per km².

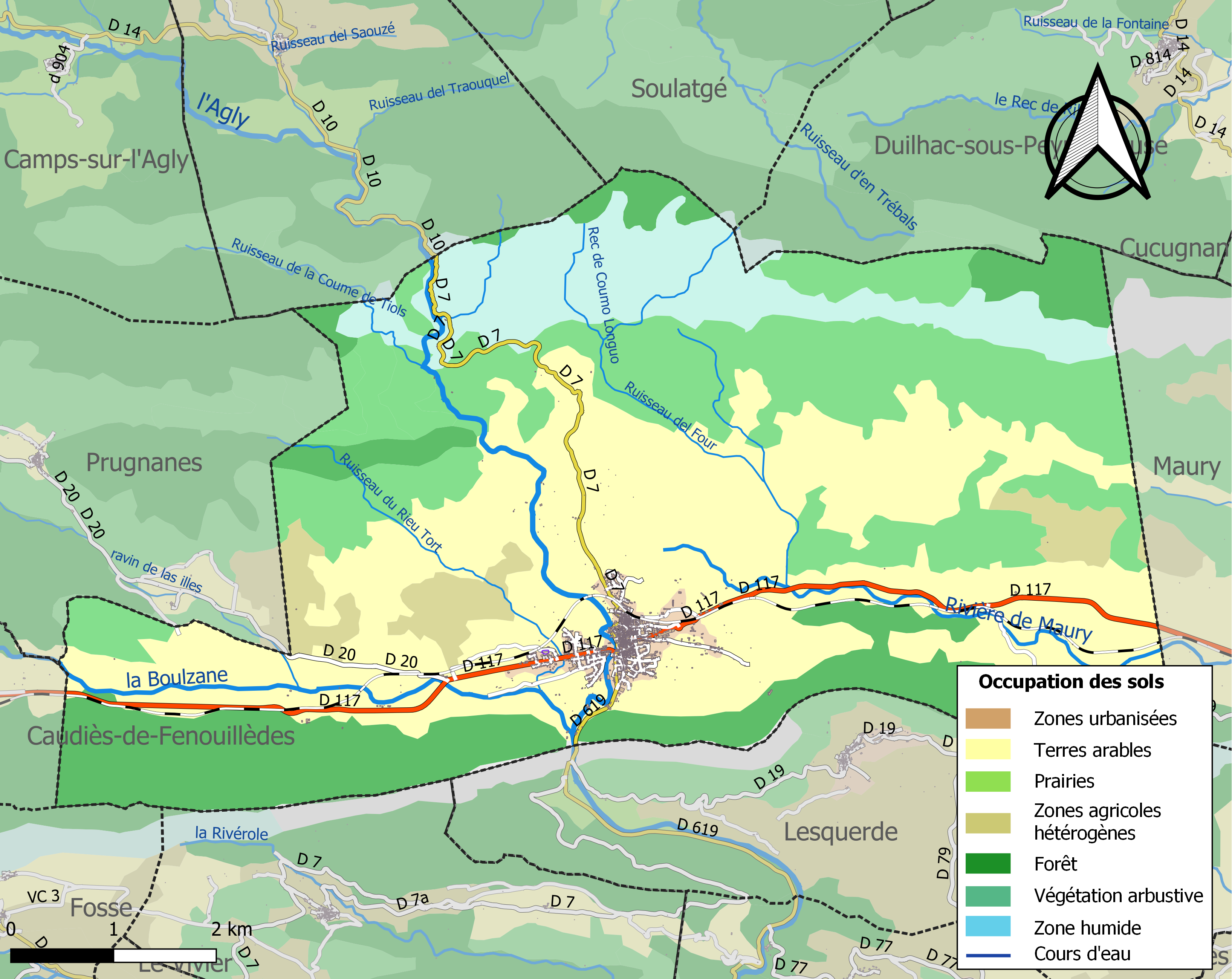
Kaart van de gemeente met de belangrijkste infrastructuur, bodemgebruik en omliggende gemeenten

## Demografie
Onderstaande figuur toont het verloop van het inwonertal (bron: INSEE-tellingen).